# Antoni Reising
Antoni Reising (ur. 13 czerwca 1905 we Lwowie, zm. 6 stycznia 1975 w Tarnowie) – artysta plastyk, scenograf teatralny, jeden z założycieli i długoletni pracownik Teatru im. Ludwika Solskiego w Tarnowie.
Antoni Reising ukończył w 1926 roku Państwową Szkołę Przemysłu Artystycznego i Sztuk Zdobniczych we Lwowie. Od 1928 roku pracował we lwowskich teatrach, między innymi Teatrze Opery i Baletu, jako scenograf. Od 1933 roku zajmował się także malarstwem sztalugowym, należał do grupy plastycznej „Ster”. Był członkiem Związku Zawodowego Artystów Plastyków. W 1945 roku opuścił Lwów i wyjechał początkowo do Piotrkowic, następnie zamieszkał w Tarnowie.
Wraz z grupą osób, w tym swoim znajomym z czasów lwowskich, plastykiem Józefem Szuszkiewiczem, zaangażował się w stworzenie w Tarnowie teatru. W latach 1945–1954 była to scena amatorska, przekształcona następnie w Państwowy Teatr Ziemi Krakowskiej im. Ludwika Solskiego. Antoni Reising od początku pełnił w nim funkcję scenografa, a od 1960 roku kierownika pracowni scenograficznej. Przygotował dekoracje i kostiumy do kilkudziesięciu przedstawień teatralnych. Poza tym wciąż malował, wystawiając swoje prace w Tarnowie, Krakowie, Nowym Sączu, Rzeszowie, Opolu oraz na Węgrzech. Obecnie jego dzieła znajdują się między innymi w Muzeum Ziemi Tarnowskiej w Tarnowie. Był członkiem Stowarzyszenia Polskich Artystów Teatru i Filmu i Związku Polskich Artystów Plastyków. Został odznaczony Złotym Krzyżem Zasługi.
Przeszedł na emeryturę w 1970 roku. Zmarł 6 stycznia 1975 roku i został pochowany na Starym Cmentarzu w Tarnowie. Od 1985 roku jedna z ulic w tarnowskiej dzielnicy Krzyż nosi jego imię.